# 斯特凡·奥尔松
斯特凡·奥尔松（瑞典語：Stefan Olsson，1987年4月24日—），瑞典男子轮椅网球运动员。他曾代表瑞典参加2008年、2012年、2016年和2020年夏季残疾人奥林匹克运动会轮椅网球比赛，获得一枚金牌和一枚银牌。